# Melissa Mathisonová
Melissa Marie Mathisonová (nepřechýleně Mathison; 3. června 1950 Los Angeles – 4. listopadu 2015 Los Angeles) byla americká filmová a televizní scenáristka a aktivistka tibetského hnutí za nezávislost. Nejvíce se proslavila psaním scénářů k filmům The Black Stallion (1979) a E.T. – Mimozemšťan (1982), z nichž poslední jmenovaný jí vynesl cenu Saturn za nejlepší scénář a nominaci na Oscara za nejlepší původní scénář.

## Scenáristika
Narodila se v Los Angeles jako jedna z pěti sourozenců. Její otec, Richard Randolph Mathison, byl šéfem losangeleského časopisem Newsweek. Její matka Margaret Jean Kieffer byla spisovatelka a podnikatelka s potravinami. Její rodina se přátelila s režisérem a scenáristou Francisem Ford Coppolou, který ji nábídl dělat asistentku během natáčení filmu Kmotr II. Později ji podporoval ve psaní scénáře k adaptaci díla: Černý hřebec, což zaujalo režiséra Stevena Spielberga.
Později napsala také scénáře k filmům E.T. – Mimozemšťan a Obr Dobr. Spielberg tvrdí, že legendární hlášku „E.T. volá domů" (v originále ET phone home) vymyslela právě ona.

## Osobní život
V letech 1983–2004 byla vdaná za herce Harrisona Forda, se kterým měla dvě děti. Když psala scénář k filmu Kundun (1997), tak se v rámci toho setkala s Dalajlámou se kterým se spřátelila. Pokračovala v práci jako aktivistka za tibetskou svobodu a byla členkou představenstva Mezinárodní kampaně pro Tibet. Zemřela 4. listopadu 2015 v Los Angeles ve věku 65 let na neuroendokrinní nádor.